# Algemene taalkunde
De algemene taalkunde is het deelgebied van de taalkunde dat zich voornamelijk bezighoudt met het bestuderen van de systematische eigenschappen van natuurlijke talen voor zover deze dienen tot communicatie. Centraal staan zaken fonologie, morfologie en syntaxis; het historisch en synchroon vergelijken van talen en taalfamilies valt niet onder de algemene taalkunde.

## Vragen
Vragen die in de algemene taalkunde aan bod komen zijn bijvoorbeeld:
- Hoe is taal opgebouwd?
- Wat hebben de vorm en functie van woorden met elkaar gemeen?
- Hoe wordt taal gebruikt?
- Hoe vindt taalverwerving en eventuele tweedetaalverwerving plaats?
- Hoe en wanneer ontstaat een taal, waarom en wanneer sterft een taal uit?

## Deelgebieden
Binnen de algemene taalkunde worden als subdisciplines onderscheiden:
- Semiotiek, de leer van grafemen
- Lexicologie, de leer van de woordenschat van een taal
- Grammatica, de leer van het "bouwpatroon" van een taal
  - Fonologie, de leer van de klankinventaris van een taal
  - Morfologie, de leer van morfemen
  - Syntaxis, de leer van de vorm en structuur van taal
- Semantiek, de leer van betekenis
- Pragmatiek, de leer van hoe en met welke doelen taal wordt gebruikt

Binnen het grotere gebied van de taalkunde wordt de algemene taalkunde onderscheiden de vergelijkende taalkunde en de historische taalkunde. Binnen de algemene taalkunde worden ook wel de theoretische taalkunde en de toegepaste taalkunde als subdisciplines onderscheiden.